# Jacek Majchrzak
Jacek Majchrzak (ur. 24 grudnia 1970 w Sierpcu) – polski piłkarz, występujący na pozycji pomocnika.

## Kariera
Jest wychowankiem Wisły Płock. W 1989 awansował do pierwszej kadry tej drużyny. 30 lipca 1994 zadebiutował z Wisłą (wówczas Petrochemią) w pierwszej lidze polskiej w przegranym 0:1 meczu z TM Pniewy. Ogółem w pierwszej lidze zagrał w 18 meczach, strzelając jedną bramkę.
W 1995 przeszedł do Pelikana Łowicz. W latach 1998–2006 był zawodnikiem Kasztelana Sierpc. Karierę kończył w 2007 w Starcie Proboszczewice.

## Statystyki ligowe
| Sezon     | Klub                 | Liga           | Mecze | Gole |
| --------- | -------------------- | -------------- | ----- | ---- |
| 1989/1990 | Wisła Płock          | III liga       | ?     | ?    |
| 1990/1991 | Wisła Płock          | III liga       | ?     | ?    |
| 1991/1992 | Petrochemia Płock    | II liga        | 34    | 0    |
| 1992/1993 | Petrochemia Płock    | II liga        | 29    | 2    |
| 1993/1994 | Petrochemia Płock    | II liga        | 32    | 7    |
| 1994/1995 | Petrochemia Płock    | I liga         | 18    | 1    |
| 1995/1996 | Pelikan Łowicz       | III liga       | ?     | ?    |
| 1998/1999 | Kasztelan Sierpc     | IV liga        | ?     | ?    |
| 1999/2000 | Kasztelan Sierpc     | IV liga        | ?     | ?    |
| 2000/2001 | Kasztelan Sierpc     | IV liga        | ?     | ?    |
| 2001/2002 | Kasztelan Sierpc     | IV liga        | ?     | ?    |
| 2002/2003 | Kasztelan Sierpc     | V liga         | ?     | ?    |
| 2003/2004 | Kasztelan Sierpc     | V liga         | ?     | ?    |
| 2004/2005 | Kasztelan Sierpc     | IV liga        | ?     | ?    |
| 2005/2006 | Kasztelan Sierpc     | V liga         | ?     | ?    |
| 2006/2007 | Start Proboszczewice | klasa okręgowa | ?     | ?    |
| 2007/2008 | Start Proboszczewice | klasa okręgowa | ?     | ?    |